# TQL Stadium
TQL Stadium é um estádio específico de futebol, localizado em Cincinnati. É a casa do FC Cincinnati, equipe Major League Soccer (MLS). Temporariamente a equipe jogou no Nippert Stadium. O estádio está localizado no bairro de West End, no antigo local do Stargel Stadium no Central Parkway na Wade Street. A abertura de terra foi realizada em 18 de dezembro de 2018, e a inauguração oficial do estádio ocorreu em 16 de maio de 2021. O estádio custou cerca de US $ 250 milhões para ser construído e tem capacidade para 26 mil espectadores.
O estádio foi proposto em 2016, como parte do projeto do time para uma conseguir uma franquia de expansão da MLS. Uma lista com três possíveis lugares pro estádio, em Oakley, West End e Newport, Kentucky, foi anunciada em maio de 2017. O local do West End foi escolhido no início de 2018 e aprovado em abril .  Em 29 de maio de 2018, a MLS anunciou que Cincinnati ganharia uma franquia de expansão, para começar a jogar em 2019 no Nippert Stadium e se mudar para o novo estádio após sua conclusão em 2021.  